# Labeotropheus
Labeotropheus es un género de peces Cichlidae endémico del lago Malaui (África Oriental). Es, junto con Pseudotropheus, uno de los dos géneros llamados localmente M'Buna.

## Lista de especies
- Labeotropheus fuelleborni Ahl, 1926
- Labeotropheus trewavasae Fryer, 1956